# Gymnoclytia immaculata
Gymnoclytia immaculata là một loài ruồi trong họ Tachinidae.